# Золотистый суслик
Золотистый суслик (лат. Callospermophilus lateralis) — вид грызунов рода золотистых сусликов семейства беличьих, обитающих на западе Северной Америки.

## Описание
Золотистый суслик длиной от 23 до 30 см. Окрас тела золотисто-коричневого цвета, по бокам чёрные полосы. Внешне несколько напоминает бурундуков.

## Распространение
Золотистый суслик распространён на западе Северной Америки.

## Образ жизни
Перед тем, как впасть в зимнюю спячку, делает запасы корма. Для сбора корма у него имеются большие защёчные мешки. Живёт в норах длиной до 30 м, причём выход часто скрыт под кустом.

## Питание
Питается семенами, орехами, ягодами, насекомыми и различных подземными грибами.

## Враги
На этого суслика охотятся соколы, койоты, лисицы и ласки.

## Размножение
Каждый год летом самка рождает от 4 до 6 детёнышей.